# St. Blasius (Düsseldorf-Hamm)

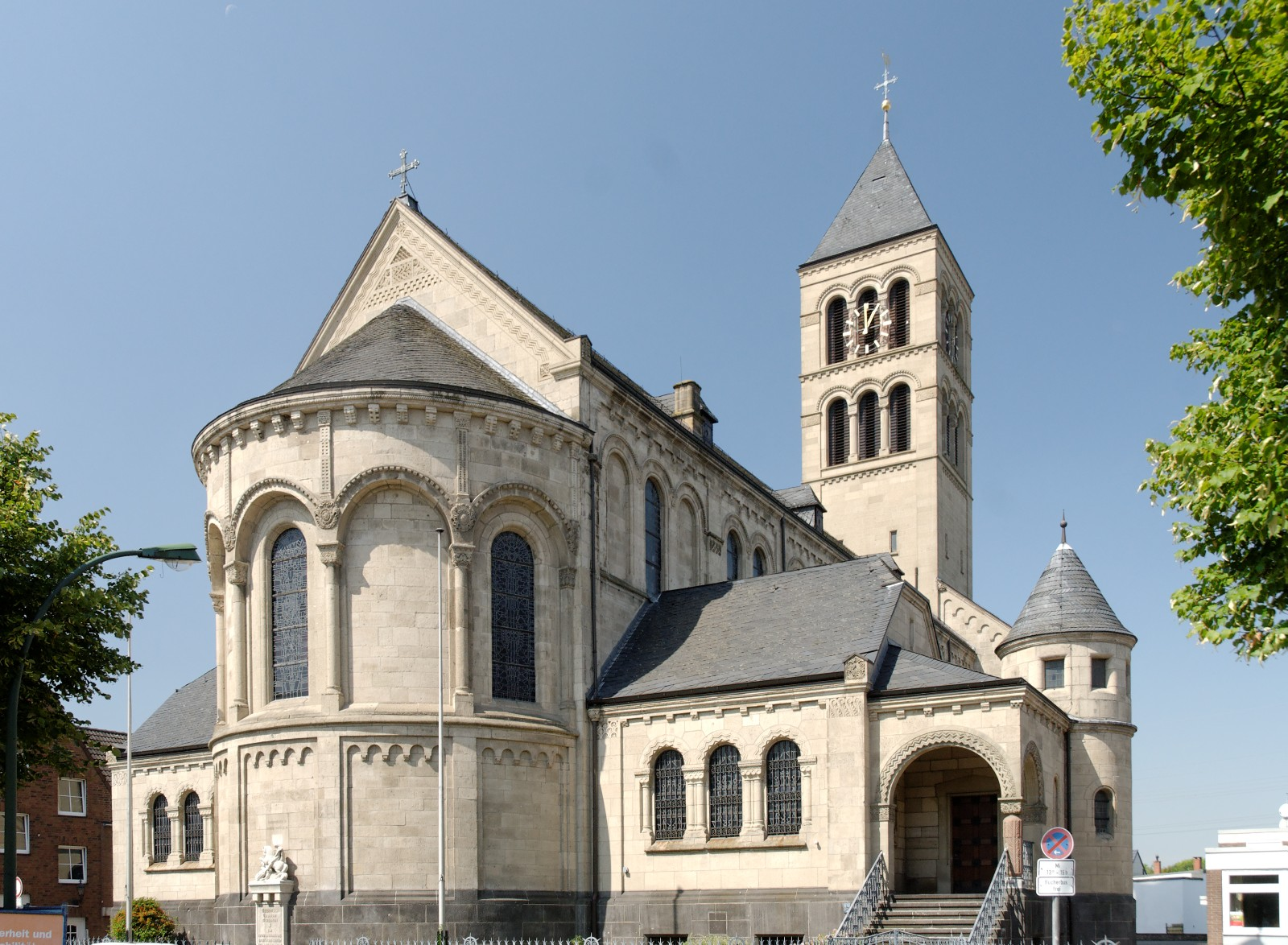
St.-Blasius-Kirche von Südosten

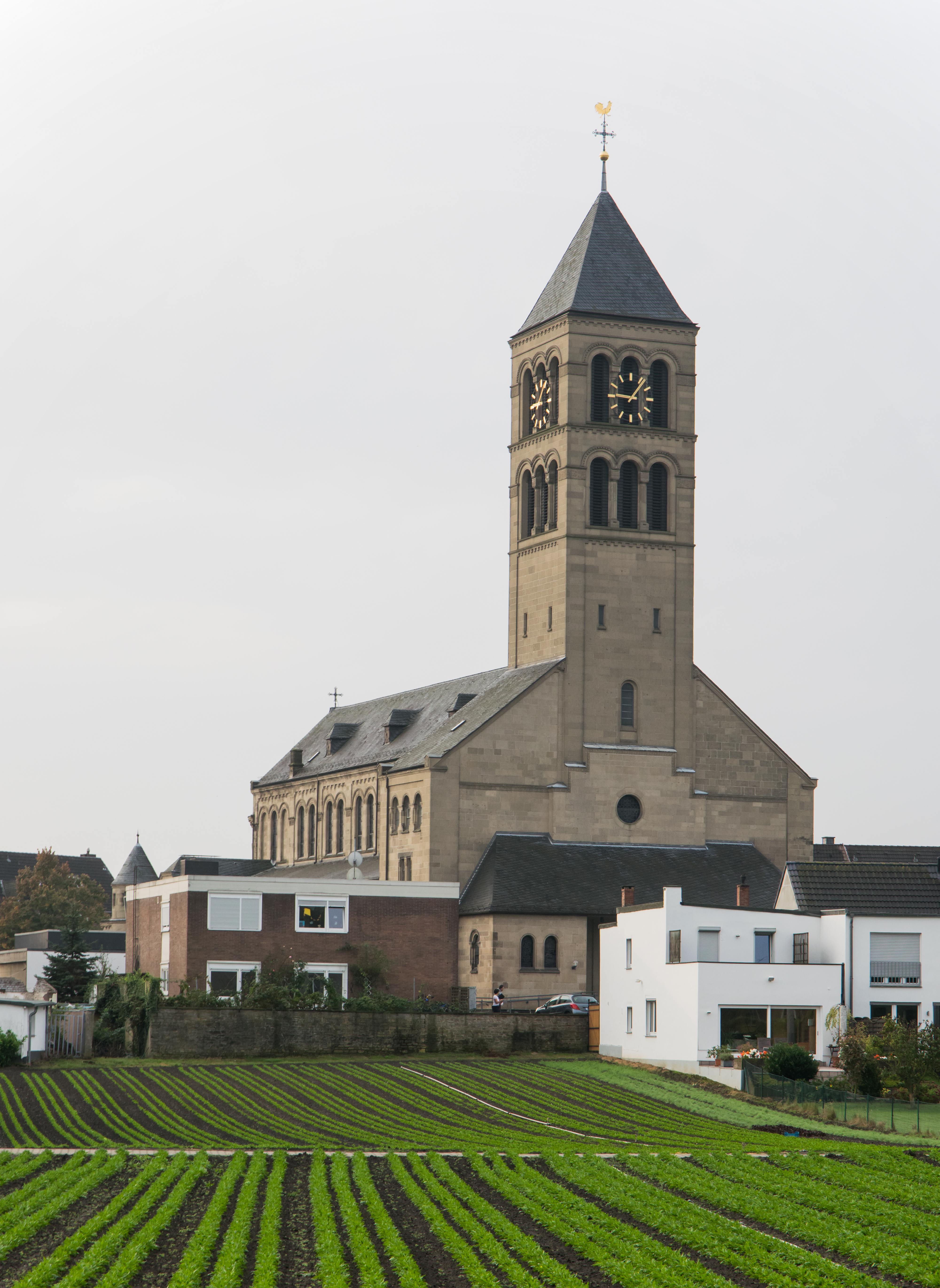
St.-Blasius-Kirche von Norden

Die katholische Kirche St. Blasius im Düsseldorfer Stadtteil Hamm wurde Anfang des 20. Jahrhunderts vom rheinischen Architekten Josef Kleesattel auf den Fundamenten einer Kirche aus dem 19. Jahrhundert errichtet.

## Architektur
St. Blasius ist im neuromanischen Stil errichtet. Architekt war Josef Kleesattel.
Es handelt sich um eine dreischiffige Basilika im spätromanischen Stil.

## Geschichte
Die erste Kirche in Hamm war eine romanische Kirche, die um 1200 errichtet wurde. 1829 entwarf Adolph von Vagedes dann eine neue Pfarrkirche, die 1824 bis 1825 unter Leitung von Anton Walger gebaut wurde. Es handelte sich um eine dreischiffige klassizistische Kirche.

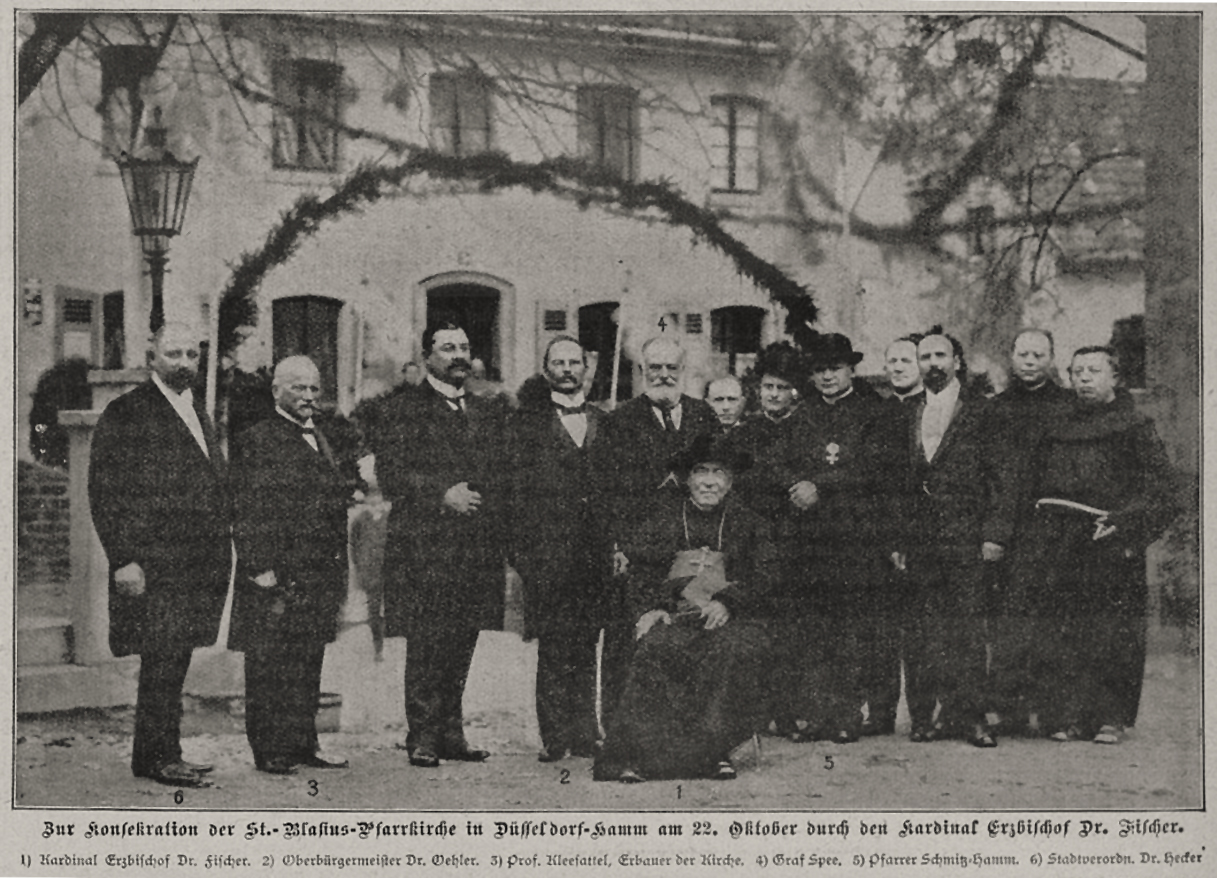
Gruppenfoto anlässlich der Konsekration der St.-Blasius-Pfarrkirche in Düsseldorf-Hamm am 22. Oktober 1911 durch Kardinal Erzbischof Dr. Fischer.

Diese Kirche wurde Anfang des 20. Jahrhunderts zu klein. Von 1909 bis 1911 wurde schließlich von Josef Kleesattel die heutige Kirche auf den alten Fundamenten erbaut und am 3. September 1911 eingeweiht. Die Seitenschiffe waren unter der Leitung von Wilhelm Döringer ausgemalt. Die Konsekration durch Kardinal Erzbischof Fischer fand, in Anwesenheit von Oberbürgermeister Oehler, dem Architekten Kleesattel, Graf von Spee und Weiteren, am 22. Oktober 1911 statt.
Im Zweiten Weltkrieg wurde die Kirche stark zerstört. Unter Leitung der Architekten A. und W. Dickmann wurde sie soweit wiederhergestellt, dass 1947 erste Gottesdienste stattfinden konnten.
Die Wiederherstellung des Turmes erfolgte später. Der Architekt Dölken leitete 1974 eine grundlegende Restaurierung ein, die 1981 abgeschlossen wurde.

## Orgel
Die Orgel wurde 1955 von dem Orgelbauer Romanus Seifert & Sohn erbaut. Das Kegelladen-Instrument hat 34 Register auf drei Manualen und Pedal. Die Spiel- und Registertrakturen sind elektrisch.
| I Positiv C–g3 |                  |       |
| 1.             | Lieblich Gedackt | 8′    |
| 2.             | Quintatön        | 8′    |
| 3.             | Blockflöte       | 4′    |
| 4.             | Prinzipal        | 2′    |
| 5.             | Nasard           | 1 ⁄3′ |
| 6.             | Scharf III-IV    | 1′    |
| 7.             | Krummhorn        | 8′    |

| II Hauptwerk C–g3 |                |       |
| 8.                | Gedacktpommer  | 16′   |
| 9.                | Prinzipal      | 8′    |
| 10.               | Gemshorn       | 8′    |
| 11.               | Oktave         | 4′    |
| 12.               | Rohrflöte      | 4′    |
| 13.               | Waldflöte      | 2     |
| 14.               | Sesquialter II |       |
| 15.               | Mixtur V       | 1 ⁄3′ |
| 16.               | Trompete       | 8′    |

| III Schwellwerk C–g3 |             |      |
| 17.                  | Holzflöte   | 8′   |
| 18.                  | Violflöte   | 8′   |
| 19.                  | Principal   | 4′   |
| 20.                  | Koppelflöte | 4′   |
| 21.                  | Schwiegel   | 2′   |
| 22.                  | Octävlein   | 1′   |
| 23.                  | Quintzimbel | 2⁄3′ |
| 24.                  | Dulzian     | 16′  |
| 25.                  | Schalmei    | 8′   |
|                      | Tremulant   |      |

| Pedal C–f1 |                   |       |
| 26.        | Principalbass     | 16′   |
| 27.        | Subbass           | 16′   |
| 28.        | Oktavbass         | 8′    |
| 29.        | Gedacktbass       | 8′    |
| 30.        | Choralbass        | 4′    |
| 31.        | Hintersatz III-IV | 2 ⁄3′ |
| 32.        | Quintade          | 2′    |
| 33.        | Posaune           | 16′   |
| 34.        | Trompete          | 8′    |

- Koppeln: I/II (auch als Suboktavkoppel), III/II, III/I, I/P, II/P, III/P (auch als Superoktavkoppel)